# Reinhard Straumann
Reinhard Straumann (* 3. November 1892 in Bennwil; † 2. Oktober 1967 in Waldenburg) war ein Ingenieur und Unternehmer aus Bennwil im Schweizer Kanton Basel-Landschaft.

## Biografie

### Familie und Ausbildung
Er war der Sohn des Lehrers Reinhard Straumann und der Anna, geborene Heinimann. Nach der Grundschule in Waldenburg absolvierte er von 1908 bis 1912 an der École d’horlogerie in Le Locle eine Ausbildung in der Uhrentechnik und Feinmechanik. Von 1914 bis 1916 machte er eine Ausbildung zum Maschinenbauingenieur an der École supérieure d’aéronautique in Lausanne.
1919 heiratete er Fanny Heid von Arisdorf.

### Werdegang
1916 trat Ingenieur Straumann als Konstrukteur in die Dienste der Thommens Uhrenfabrik AG. Bis 1938 war er technischer Leiter.
In seiner Freizeit betrieb er intensiv eigene Forschungen, um neue Werkstoffe zu finden. Mit Heraeus entwickelte er eine Nickel-Eisen-Legierung mit Beryllium. Er nannte den Werkstoff Nivarox. Für die industrielle Auswertung wurde 1934 in Saint-Imier die Nivarox S.A. gegründet, in der er Mitglied der Direktion und Delegierter des Verwaltungsrats war. 1935 patentierte Straumann Nivarox. Die speziellen Werkstoffeigenschaften eigneten sich optimal für die Herstellung von Unruhspiralen. Dies führte zur Verbesserung des Gangverhaltens mechanischer Uhren.

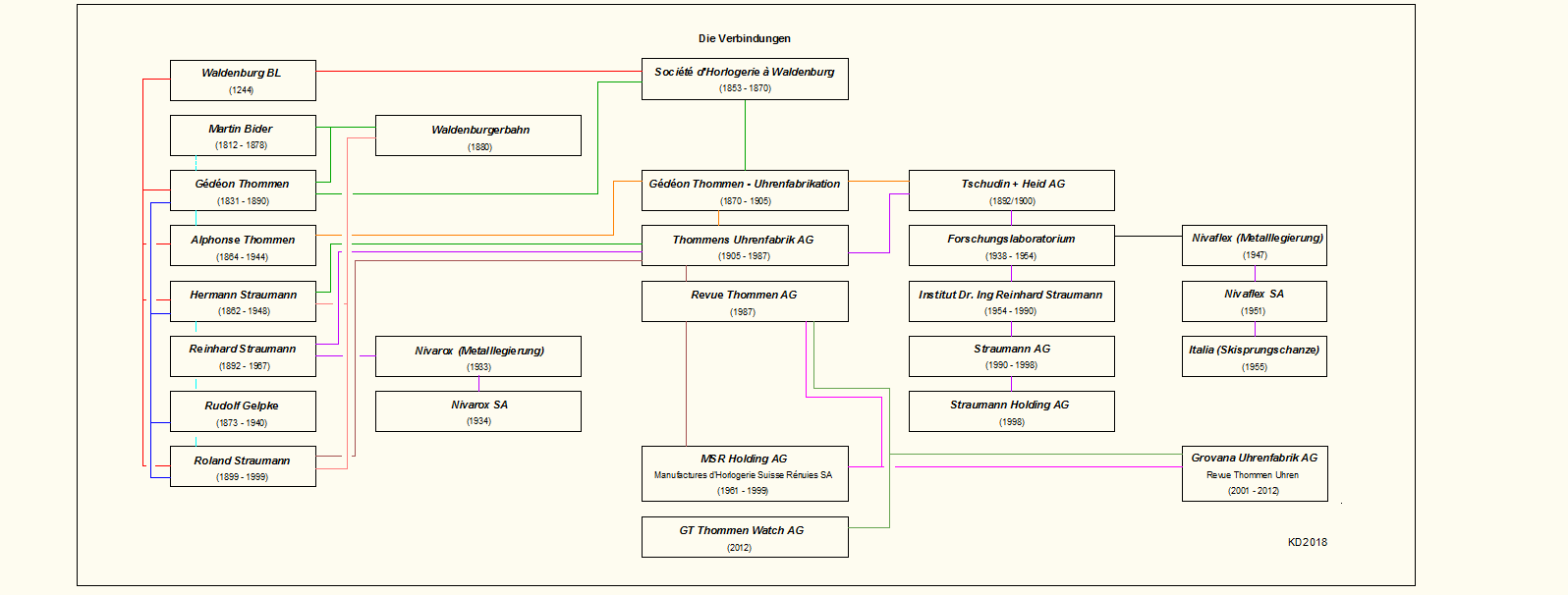
Die Verbindungen

1935 kam bei der Berliner Post eine automatische Zeitansage zum Einsatz, die Straumann mit Siemens & Halske entwickelt hatte. Die von ihm erdachte erste Zeitwaage baute er ebenfalls mit Siemens & Halske.
Durch seine Heirat mit Fanny Heid war Straumann der Schwiegersohn von Fritz Heid, dem Mitinhaber der Tschudin + Heid AG in Waldenburg. Die Firma produzierte Uhrenbestandteile für die Uhrenindustrie. Nach dem Tod seines Schwiegervaters im Jahre 1935 wurde Straumann in den Verwaltungsrat gewählt. Er konnte die Aktien des bereits verstorbenen Mitinhabers Alphons Tschudin übernehmen. Ab 1938 war Straumann Direktor und Verwaltungsratspräsident bei der Tschudin + Heid AG. Er richtete im Hause ein Forschungslaboratorium ein, um die Entwicklungen neuer Materialien und Messmethoden zu verstärken.
1948 patentierte Straumann Nivaflex. Die Werkstoffeigenschaften wurden gegenüber Nivarox leicht verändert. Dadurch eignete sich Nivaflex optimal für die Herstellung von Antriebs- und Aufzugfedern. Die aus diesen Speziallegierungen hergestellte Uhrwerksbestandteile gelten noch heute als unverzichtbare Systemteile in mechanischen Qualitätsuhren. 1951 gründete Straumann die Nivaflex S.A. ebenfalls in Saint-Imier, deren Verwaltungsratspräsidium er übernahm. Auch diese Firma diente dem Zweck der industriellen Auswertung der entwickelten Legierung.
1954 wurde aus dem Forschungslaboratorium das «Institut Dr. Ing. Reinhard Straumann». Die metallurgisch-physikalischen Untersuchungen, die Forschungen und Entwicklungen von Uhrenwerkstoffen und Uhrenprüfgeräten, sowie des Skiflugs sollten verstärkt werden. Straumann war Präsident des Verwaltungsrats. 1990 entstand aus dem Institut die Straumann AG. Die im Institut verbliebenen 25 Personen konzentrierten sich ausschliesslich auf die Dentalimplantologie.

### Sport
Straumann studierte die Mechanik des Skiflugs. Mit einer lebensgrossen Puppe optimierte er seine Ergebnisse im Windkanal der Göttinger Universität. So erarbeitete er 1926 die Grundlagen für die optimale Sprungschanze und die vorteilhafteste Körperhaltung des Springers. Seine Erkenntnisse waren 1955 eine massgebliche Grundlage beim Bau der neuen Sprungschanze Italia in Cortina d’Ampezzo. Im Internationalen Ski-Verband (FIS) war Straumann Mitglied im technischen Ausschuss für Skisprungfragen und Schanzenbau.
Von 1926 bis 1958 war er Internationaler Skisprungrichter. Bei den Olympischen Winterspielen 1928 in St. Moritz und 1936 in Garmisch-Partenkirchen, sowie an den Weltmeisterschaften in Innsbruck 1933 und in Chamonix 1937 amtete Straumann als Kampfrichter.

### Weiteres Engagement
Von 1934 bis 1938 war er Präsident der «Vereinigung Schweizerischer Uhrenfabrikanten», die sich 1983 mit verschiedenen Vereinigungen zum Verband der Schweizerischen Uhrenindustrie FH zusammenschloss. Von 1934 bis 1936 war er Präsident der Société Suisse de Chronométrie (SSC). Straumann war 1938/1839 Präsident des Rotary Clubs Basel und 1953 Gründer des Liestaler Clubs.
1938 war er Mitgründer und Mitglied im Verwaltungsrat der Preavia AG in Bern. 1945 war er Mitgründer und Mitglied im Verwaltungsrat der «Testor Treuhand und Steuerberatungs AG» in Basel.
Straumann, selber auch als Maler tätig, war Kulturförderer in Waldenburg.

### Politik
Von 1941 bis 1946 gehörte Straumann als Mitglied der Demokratischen Partei (DP) dem Baselbieter Landrat an. 1945/1946 war er Landratspräsident. Während seines Präsidialjahres musste er zurücktreten, nachdem bekannt wurde, dass er 1940 die «Eingabe der Zweihundert» an den Bundesrat mitunterzeichnet hatte.

### Militär
In der Schweizer Armee erreichte er bei den Fliegertruppen den Rang eines Oberstleutnants.

## Ehrungen
1959 erhielt Straumann vom Österreichischen Gewerbeverein die Wilhelm-Exner-Medaille.
Für seine umfangreichen Forschungen zur Optimierung des Skiflugs verlieh ihm die Technische Hochschule Stuttgart 1948 den Titel eines Ehrendoktors, und 1961 wurde er zum Honorarprofessor ernannt.
Am 15. September 1967 erteilte ihm die Gemeinde Bretzwil das Ehrenbürgerrecht.

## Veröffentlichungen (Auswahl)
- Festschrift: Fortschritte der Uhrentechnik durch Forschung. Stuttgart 1963.
- Neue Werkstoffe für Uhrwerke. In: Die Uhrmacher-Woche, 1938, S. 349–351.